# Беса (Албания)
Беса (алб. besa) — одно из основополагающих понятий национального самосознания и национального характера албанцев.

## Беса как лингвокультурное понятие
Албанец, сказавший однажды «беса», ни при каких обстоятельствах не может нарушить обещание или не быть ему верным.Мехмед Ферид-паша
Слово besa дословно переводится на русский язык как «вера», «обещание» или «честное слово». Это понятие близко к лат. fides и, вероятно, является его когнатом (при этом то же самое латинское слово fides в значении религиозного чувства приобрело в албанском языке иную форму — feja). От besa производно прилагательное besnik, означающее «верный» или «честный». Среди албанцев распространены женское имя Besa и мужское Besnik.
Концепция «беса» основана на верности своему слову и долгу по отношению к члену семьи или другу. Также это основное понятие в ситуации, связанной с волей умерших предков или данным им обещанием.
В Шкодерских статутах, написанных в XV веке на италовенетском диалекте, употребляется глагол bessare (клясться), что, согласно Ардиану Клёси и Ардиану Вехбиу, является первым задокументированным упоминанием этой практики. В XVI веке слово besa в значении религиозной веры было использовано в миссале, переведённом Гёном Бузуку: лат. o mulier, magna est fides tua →  алб. o gruo, e madhe äshte besa jote  (ср. рус. о, женщина! велика вера твоя; Мф. 15:28). В начале XIX века при составлении албано-греческого словаря Маркос Боцарис перевёл албанское слово besa (записанное буквами греческого алфавита как μπέσα) словом θρησκεία, обозначающим религиозную веру. В 1896 году была опубликована статья о понятии «беса» в сопоставлении с фр. parole d'honneur.

## История
Понятие «беса» включено в канун — свод албанских правовых обычаев. Беса была инструментом регулирования отношения как внутри общин, так и между ними. Представители традиционного общества Северной Албании давали клятву такого рода, обещая совместно бороться против правительства. В то же время османское правительство также использовало этот способ договора при попытках объединения албанских общин или в целях заключения с ними соглашений.
В период османского правления беса упоминалась в государственных документах, когда речь шла о сопротивлении со стороны албанцев. Во время восстаний против османских правителей беса была связующим звеном между различными общинами.

## В культуре
Многие албанские пословицы связаны с концепцией «беса»:
- Besa e shqiptarit nuk shitet pazarit (с алб. — «Честь албанца не продаётся и не покупается на базаре»)
- Shqiptarët vdesin dhe besen nuk e shkelin (с алб. — «Албанцы скорее умрут, чем нарушат своё слово»)
- Besa e shqiptarit si purteka e arit (с алб. — «Честь албанца дороже золота»)[1].

## Беса в греческом языке и новейшей истории Греции
В результате сосуществования греков и албанцев в пределах Османской империи слово и концепция «беса» (μπέσα) перешли в греческий язык. Кроме того, от слова «беса» произошли производные: «бабесис» (μπαμπέσης) то есть человек, нарушающий клятву, и др.
В XX веке слово постепенно стало выходить из употребления, сохраняя при этом свои позиции вне литературного греческого языка и в жаргоне. Однако в XVII-XIX веках даже устная «беса» гарантировала соблюдения договоров между воюющими православными греками и албанцами-мусульманами, состоявшими на службе или в вассалитете Османской империи.
Так в ходе 3-го похода турко-албанцев Али-паши против сулиотов в 1800 году:A-332, через три года осады Сули Али-паша заключил соглашение с голодающими сулиотами, лишь бы ушли. Заручившись священным для албанца и грека словом «беса», Фотос Дзавелас повёл колонну сулиотов из Сули в Паргу, откуда они переправились на остров Керкира, находившийся, под российским контролем. Часть сулиотов направилась к мοнастырю Залонго, но были обложены тысячами солдат албанца Бекира. Сулиоты «осознали, что стали жертвами самого бесчестного из людей». Им не оставалось ничего другого, как сразиться и умереть:A-337.
С другой стороны, в начале Освободительной войны Греции (1821-1829) когда восставшие греки ворвались в осаждённую ими Триполицу и приступили к массовой резне вооружённых и не только мусульман, албанцы, заручившись «бесой» Теодороса Колокотрониса, выстроились на площади, спокойно ожидая что их выведут за стены города. В сопровождении Димитриса Плапутаса 2 тысячи албанцев были проведены до Коринфского залива и отправлены на родину, дав свою «бесу», что не будут более воевать против греков:В-59-60.